# Pierre Merle (homme politique)
Pour les articles homonymes, voir Pierre Merle.
Pierre Merle est un homme politique français né le 3 septembre 1873 à Sanvignes-les-Mines (Saône-et-Loire) et décédé le 30 novembre 1935 à Sainvignes-les-Mines.

## Biographie
Ouvrier mineur, il est député socialiste de Saône-et-Loire de 1913 à 1914. Il est élu maire de Sanvignes-les-Mines en 1919.

## Sources
- « Pierre Merle (homme politique) », dans le Dictionnaire des parlementaires français (1889-1940), sous la direction de Jean Jolly, PUF, 1960 [détail de l’édition]